# 思九生洋行

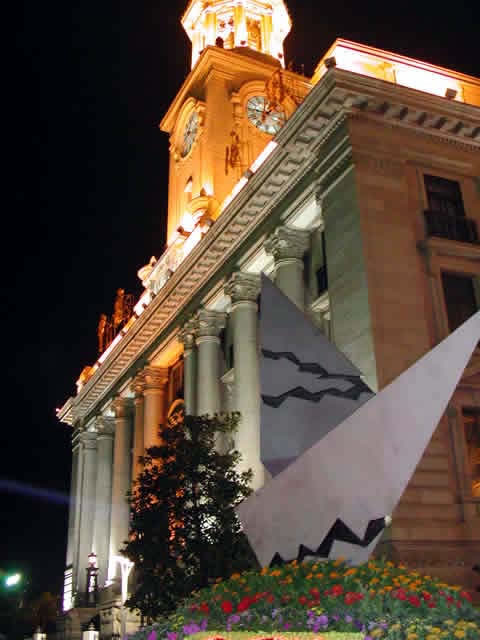
江汉关大楼

英资思九生洋行（英語：Stewardson, Spence & Watson），是20世纪初上海的一個建筑设计事务所。原有2名主要合伙人：Robert Ernest Stewardson和Herbert Marshall Spence。1920年代，他们在上海和汉口等地留下了一批经典作品。1924年Bryan Watson加入思九生洋行。1928年，Herbert Marshall Spence加入马海洋行，Stewardson独自维持思九生洋行，但不再有重要作品问世。
2018年3月，思九生洋行设计的东楼后改建开放，为上海市历史博物馆。

## 主要作品

### 上海
- 欧战纪念碑：外滩，已毁
- 怡和洋行大楼：外滩27号，1922年
- 上海邮政总局：四川路桥，1924年

### 汉口
- 江汉关大楼：沿江大道与江汉路口，1924年

上述保留下来的3座建筑均被列为全国重点文物保护单位。